# Pseudosamanea
Pseudosamanea es un género monotípico de árbol perteneciente a la familia de las fabáceas.  Su única especie: Pseudosamanea cubana, es originaria de  Cuba.

## Taxonomía
Pseudosamanea cubana fue descrita por (Britton & Rose) Barneby & J.W.Grimes y publicado en  Memoirs of the New York Botanical Garden 74(1): 116. 1996.
Sinonimia
- Pithecellobium bacona Urb.	[2]